# Horné Mladonice
Horné Mladonice (in ungherese Felsőlegénd) è un comune della Slovacchia facente parte del distretto di Krupina, nella regione di Banská Bystrica.